# ベニ・アッベス
ベニ・アッベス（بني عباس、ベルベル語：ⴱⴰⵏⵉ ⴰⴱⴱⴰⵙ、ラテン文字表記：Béni Abbès）は、アルジェリアの西部の町・自治体である。ベニ・アッベス県、サウーラ川の左岸に位置する。ベニ・アッベス郡の郡都であり、また2019年12月以降はベニ・アッベス県の県都を兼ねる（アルジェリアでは県名を県都の名称から採っている）。なおそれまではベシャール県に属していた。化石や工芸品などを展示するベニ・アッベス博物館がある。
同名の自治体（コムーネ）としての面積は9,797平方キロメートル、人口は約1.1万人（2008年）。

## 語源
ベニ・アッベスはアラビア語でبني عباس（Bani Abbas、意味：アッバスの子供たち）と書く。C.ラメスは著書『Beni-Abbes (Oran Sahara)）』の中でこう説明している：『歴史的、地理的、医学的研究（1941年）』によると、この名前の由来は、この街の最初の居住者の部族の名前からきており、「シディ・オスマンの死後40年、遠く離れたサギア・エル・ハムラ（西サハラ）で、ベニ・アッベスの部族のエル・マハディ・ベン・ユセフが生まれた」と記述されている。
この町の語源は、実際には類似したアラビア語のبني العباس（Bani Al Abbas、意味：エル・アッバスの子供たち）に由来する。アブ・サリム・アル＝アヤシは自らの手稿『Arrihla al ayachia（1662年）』に「それから私たちはバニ・アル・アッバスの村々に入った......」と記している。

## 地理

### 場所
ベニ・アッベスは、サウーラ川左岸の岩山の上に位置する。街の北、東、西はグラン・エルグ・オクシデンタルに、南と南西はサウーラの谷に接している。ベニ・アッベス近郊で最も興味深い山々は、南と南西に約50キロ（31マイル）離れたオガルタ山脈（オガルタのオアシス周辺）にある。

### 気候
ベニ・アッベスは暑く乾燥した砂漠気候（BWh、ケッペンの気候区分において）である。通常、雨はほとんど降らないが、時折大雨が降り、サウーラ川で洪水が起こることもある。空は冬も夏もほとんど常に青い。

12月、1月、2月が最も寒い時期で、気温は4℃～18℃。夏の間は、気温が45℃に達することもあり、日中の湿度は約10％である。
| ベニ・アッベスの気候                       | ベニ・アッベスの気候 | ベニ・アッベスの気候 | ベニ・アッベスの気候 | ベニ・アッベスの気候 | ベニ・アッベスの気候 | ベニ・アッベスの気候 | ベニ・アッベスの気候 | ベニ・アッベスの気候 | ベニ・アッベスの気候 | ベニ・アッベスの気候 | ベニ・アッベスの気候 | ベニ・アッベスの気候 | ベニ・アッベスの気候 |
| 月                                         | 1月                  | 2月                  | 3月                  | 4月                  | 5月                  | 6月                  | 7月                  | 8月                  | 9月                  | 10月                 | 11月                 | 12月                 | 年                   |
| ------------------------------------------ | -------------------- | -------------------- | -------------------- | -------------------- | -------------------- | -------------------- | -------------------- | -------------------- | -------------------- | -------------------- | -------------------- | -------------------- | -------------------- |
| 最高気温記録 °C （°F）                     | 29.0 (84.2)          | 34.3 (93.7)          | 37.3 (99.1)          | 39.6 (103.3)         | 44.4 (111.9)         | 46.8 (116.2)         | 47.8 (118)           | 47.0 (116.6)         | 44.4 (111.9)         | 39.0 (102.2)         | 33.8 (92.8)          | 28.1 (82.6)          | 47.8 (118)           |
| 平均最高気温 °C （°F）                     | 17.7 (63.9)          | 21.2 (70.2)          | 24.5 (76.1)          | 28.3 (82.9)          | 33.2 (91.8)          | 39.0 (102.2)         | 41.9 (107.4)         | 41.5 (106.7)         | 36.6 (97.9)          | 29.5 (85.1)          | 22.9 (73.2)          | 17.8 (64)            | 29.51 (85.12)        |
| 日平均気温 °C （°F）                       | 11.0 (51.8)          | 14.4 (57.9)          | 17.9 (64.2)          | 21.7 (71.1)          | 26.5 (79.7)          | 31.8 (89.2)          | 34.9 (94.8)          | 34.6 (94.3)          | 30.1 (86.2)          | 23.2 (73.8)          | 16.7 (62.1)          | 11.6 (52.9)          | 22.87 (73.17)        |
| 平均最低気温 °C （°F）                     | 4.3 (39.7)           | 7.6 (45.7)           | 11.3 (52.3)          | 15.0 (59)            | 19.8 (67.6)          | 24.6 (76.3)          | 27.9 (82.2)          | 27.6 (81.7)          | 23.5 (74.3)          | 16.8 (62.2)          | 10.4 (50.7)          | 5.2 (41.4)           | 16.17 (61.09)        |
| 最低気温記録 °C （°F）                     | −5.0 (23)            | −1.8 (28.8)          | 2.0 (35.6)           | 2.0 (35.6)           | 9.0 (48.2)           | 13.4 (56.1)          | 13.5 (56.3)          | 18.3 (64.9)          | 11.0 (51.8)          | 4.0 (39.2)           | 0.0 (32)             | −1.8 (28.8)          | −5 (23)              |
| 降水量 mm （inch）                         | 3.1 (0.122)          | 1.9 (0.075)          | 1.6 (0.063)          | 2.4 (0.094)          | 2.3 (0.091)          | 0.4 (0.016)          | 0.5 (0.02)           | 1.1 (0.043)          | 1.9 (0.075)          | 8.6 (0.339)          | 6.7 (0.264)          | 6.1 (0.24)           | 36.6 (1.442)         |
| % 湿度                                     | 43.2                 | 36.3                 | 29.2                 | 25.0                 | 22.7                 | 18.3                 | 15.5                 | 18.0                 | 24.8                 | 34.2                 | 40.1                 | 46.7                 | 29.5                 |
| 出典1：NOAA (1967-1990)                    |                      |                      |                      |                      |                      |                      |                      |                      |                      |                      |                      |                      |                      |
| 出典2：climatebase.ru (extremes, humidity) |                      |                      |                      |                      |                      |                      |                      |                      |                      |                      |                      |                      |                      |

### 植物相と動物相
ベニ・アッベス全土はサハラ砂漠の生態系となっている。植物相や動物相はアルジェリアの他の地域ほど広くはないが、様々な植物や生物が発見されている。この暑く乾燥した気候の中で生き延びることができる動植物は、おそらく驚くほど多様である。

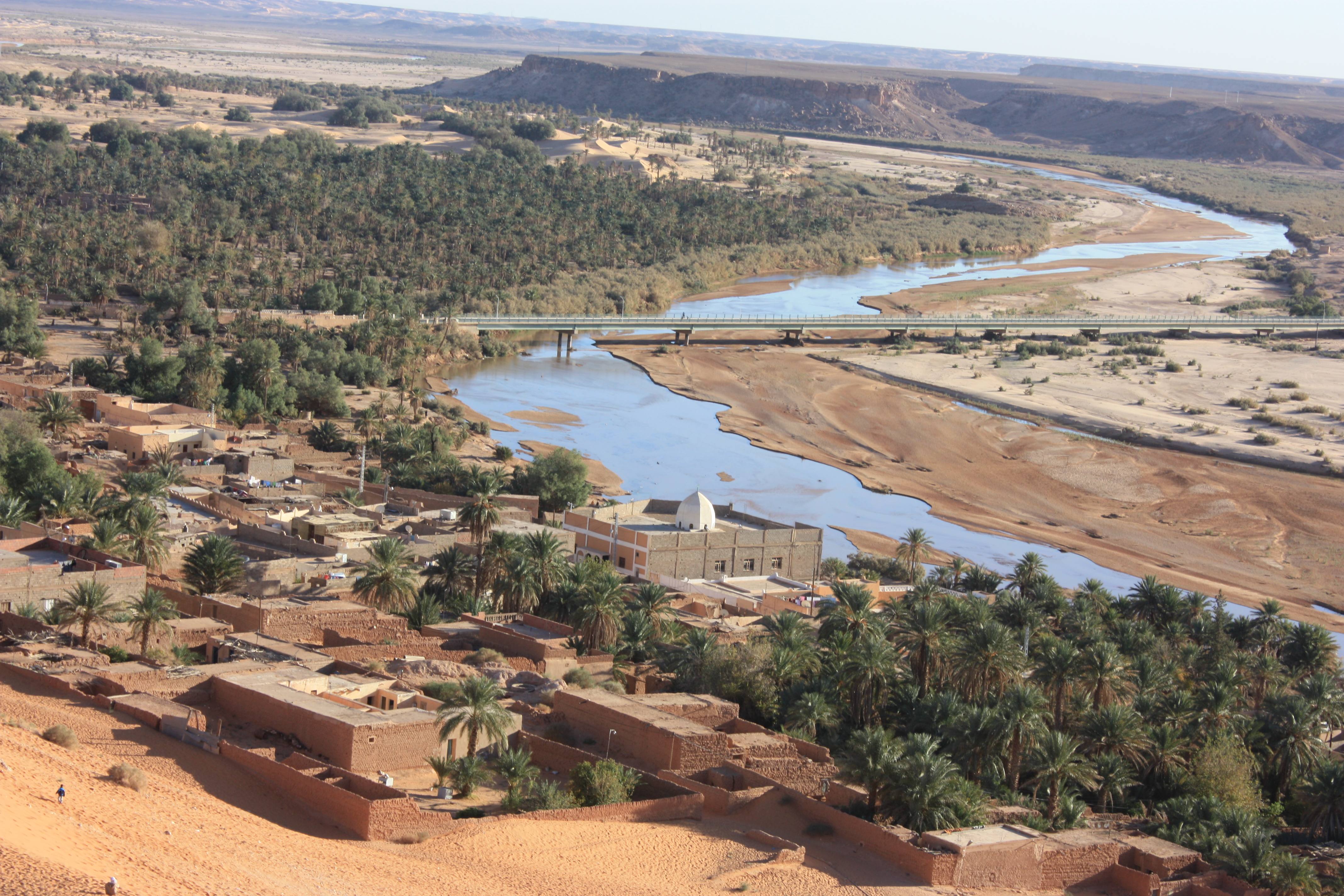
サファット地区とヤシの木があるサウーラ川の眺め。

ベニ・アッベスの植生は主に乾燥種で構成されている。ベニ・アッベス近郊には、岩石砂漠、砂砂漠、ワジの3つの異なる地形があり、降雨量の少なさが植物の生育に影響を与えている。
アカシアの木と野生のハーブは、山と岩石砂漠、特にゼルハムラの近くに点在している。この地域の野生のハーブの中には薬用になるものもあり、人々は伝統的に多くの病気の治療に使ってきた。中でも、Ouezouaza（Santolina rosmarinifolea）、Gartofa（Santolina chamaycyparissus）、Shih（Artemisia herba-alba）、アッバース料理で肉の代わりに使われるキノコのTerfesse（Terfeziaceae）などが挙げられる。
砂砂漠には優れた砂丘固定植物のRtéme（Retama raetam）が生育している。ワジの主な植物は、塩分土壌に強いフニーネ（タマリックスタマリクス）である。

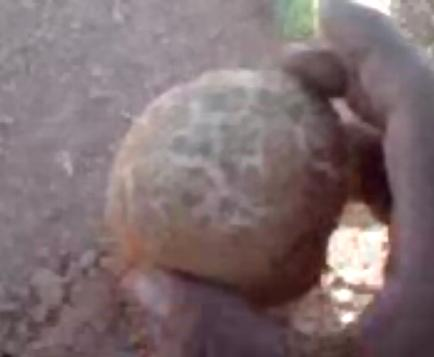
Terfesse (Terfeziaceae)
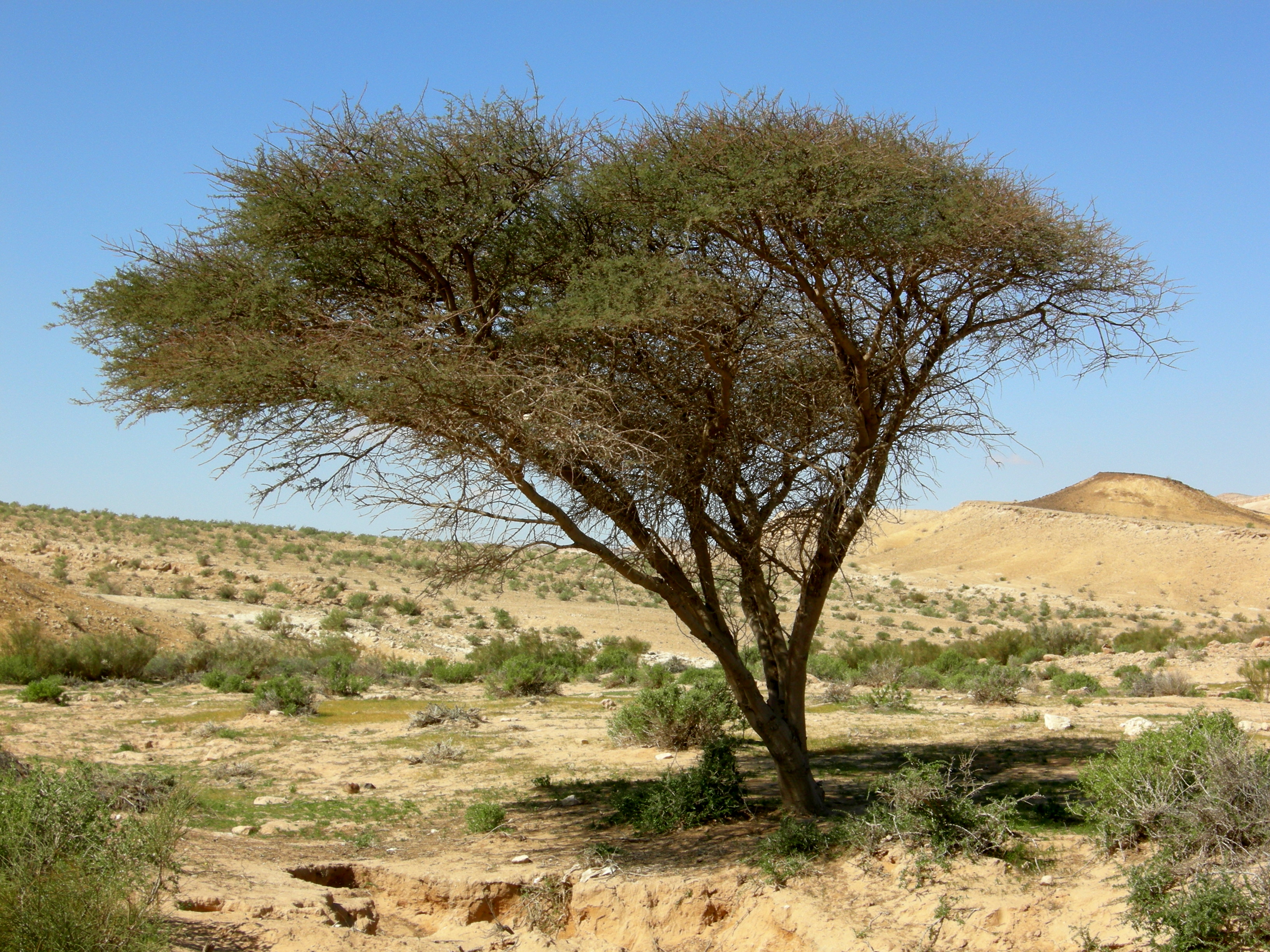
Tlah (アカシア)
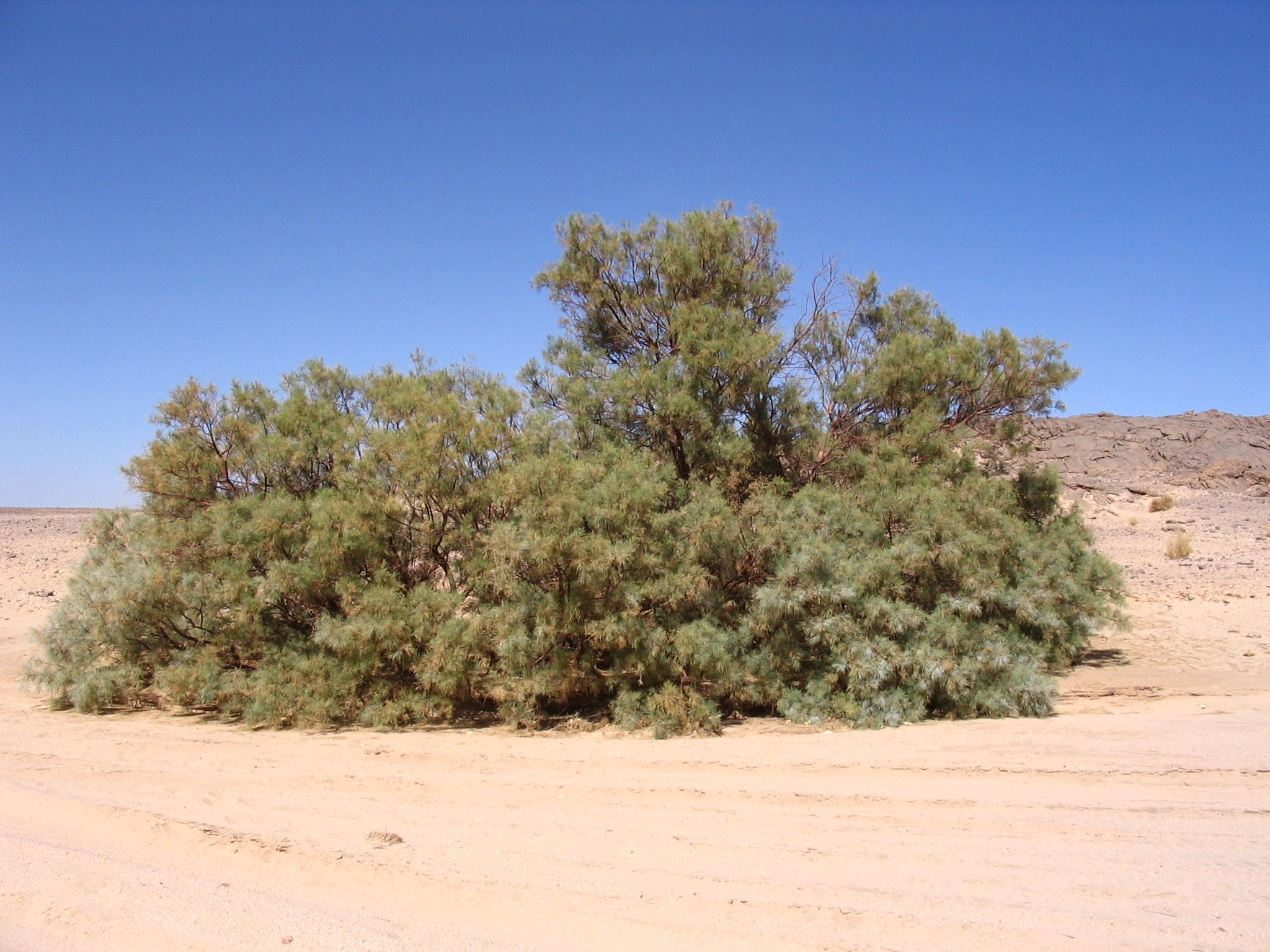
Fnine (タマリクス)

ベニ・アッベス周辺には、サハラ砂漠地域の動物の多くの種が生息している。
最も重要な哺乳類はドルカスガゼル（Gazella dorcas）とリムガゼル（Gazella leptoceros）であり、両者とも無制御の狩猟によって大きな脅威にさらされている。スナネコ（Felis margarita）、シマハイエナ（Hyaena hyaena）、フェネックギツネ（Vulpes zerda）は、この地域でまれにしか観察されない。この地域で見られるげっ歯類には、スナネズミ（Psammomys obesus）、オオエジプトスナネズミ（Gerbillus pyramidum）、リビアスナネズミ（Meriones libycus）などがいる。
この地域の爬虫類にはサンドフィッシュ（Scincus scincus）やトゲオアガマ属（Uromastyx）などがいる。

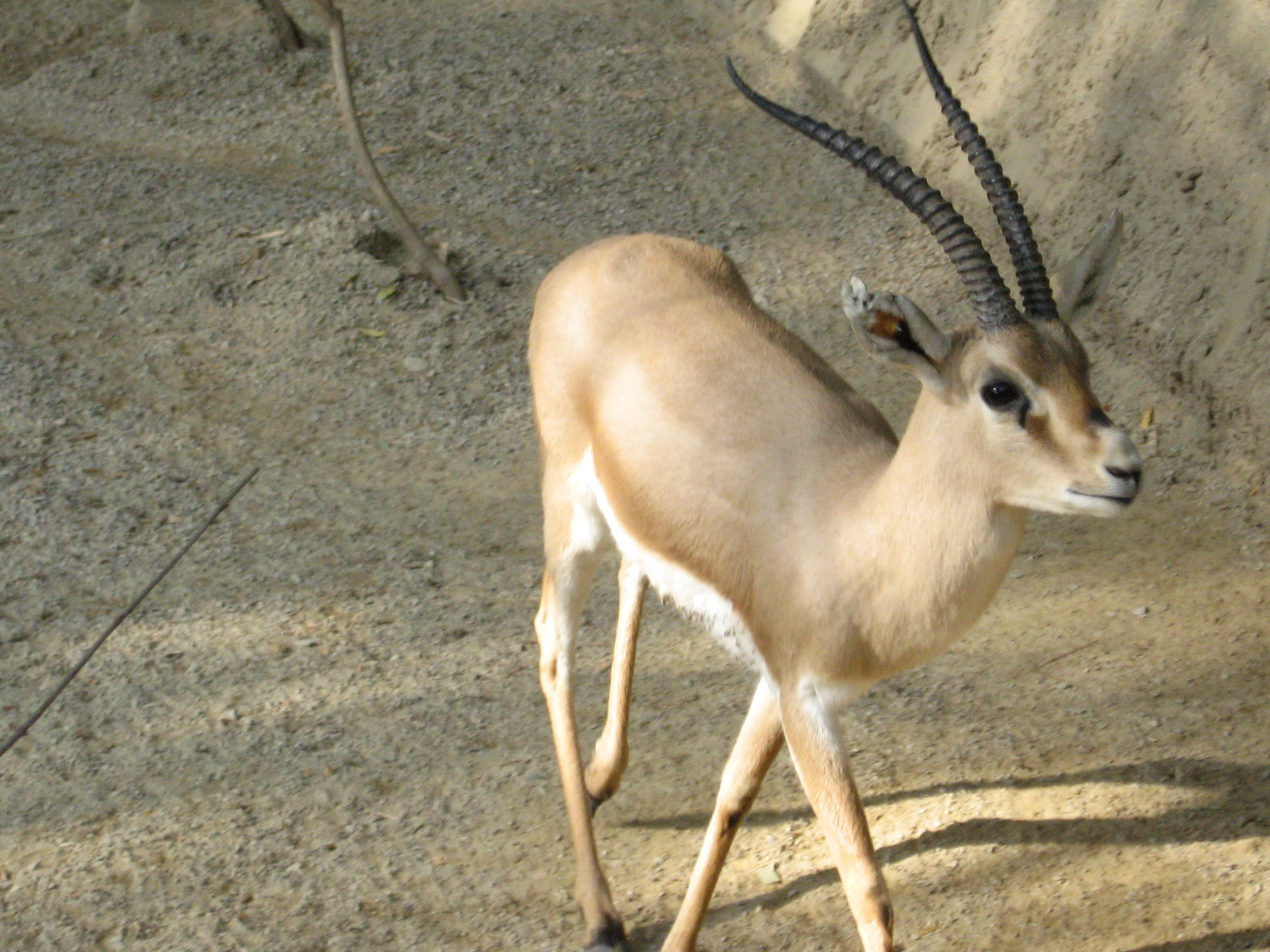
リムガゼル (Gazella leptoceros)
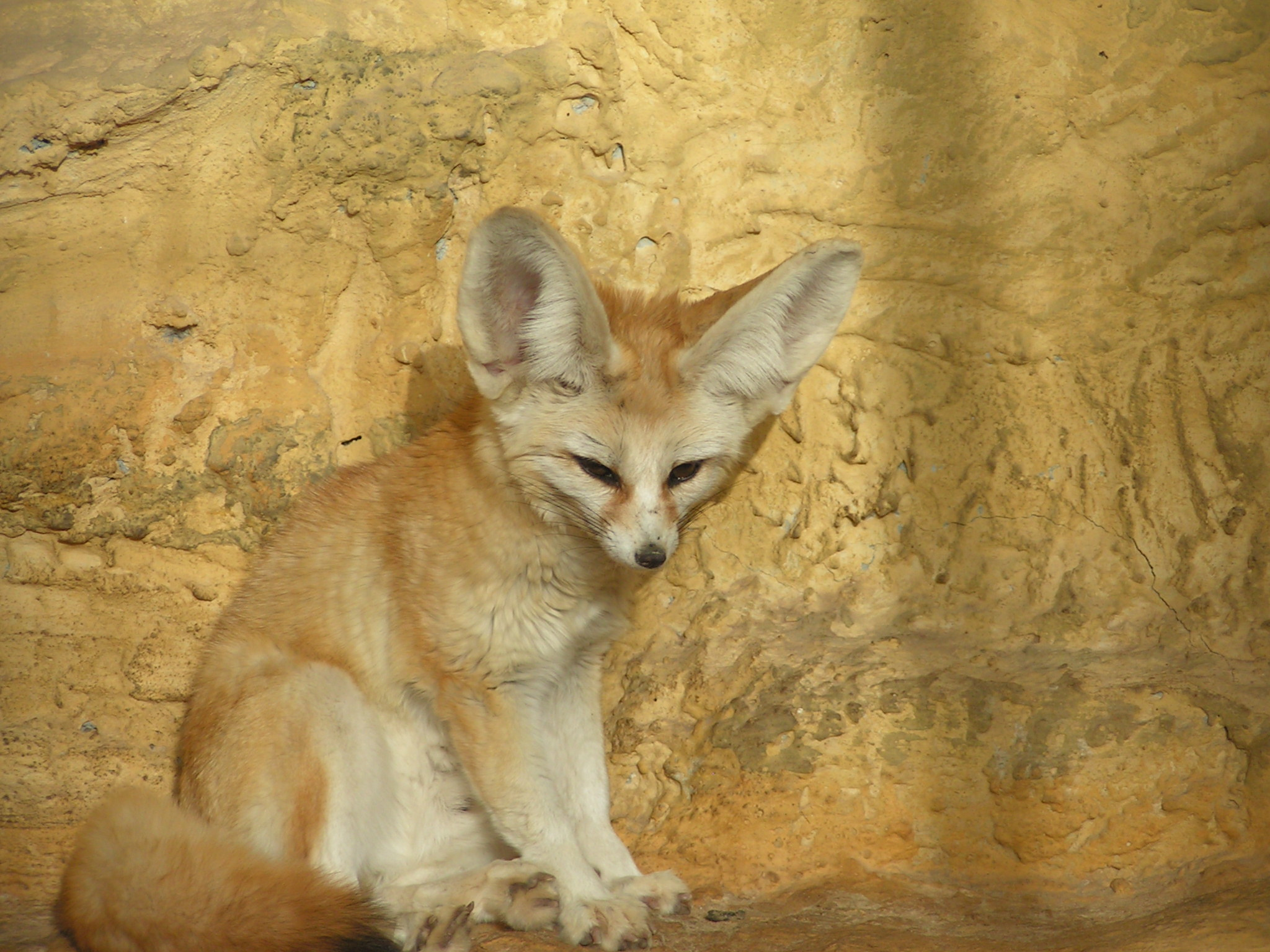
フェネック (Vulpes zerda)
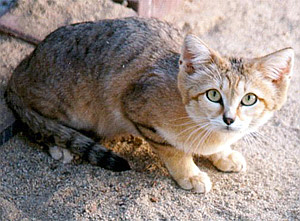
スナネコ (Felis margarita)
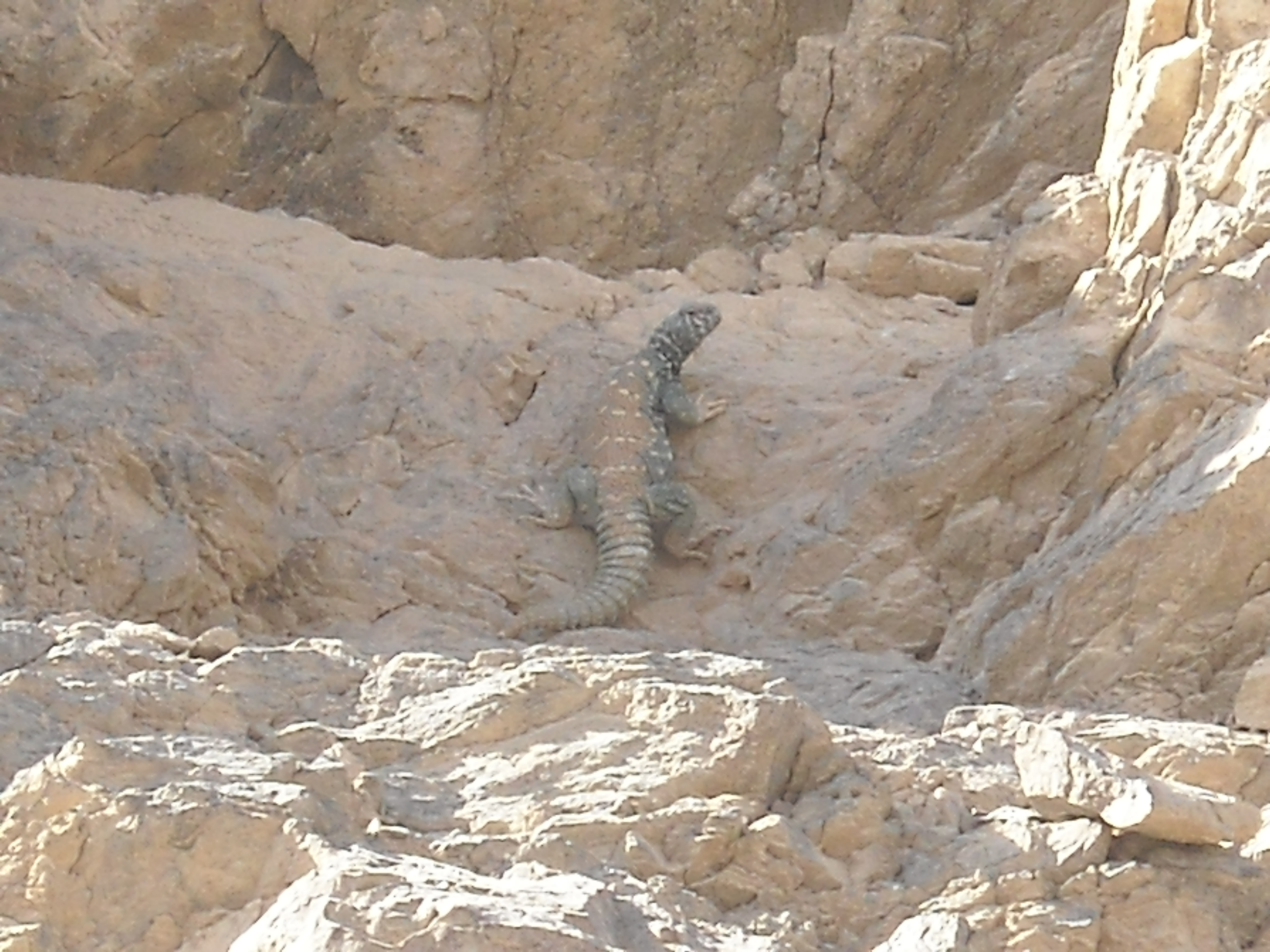
トゲオアガマ (Uromastyx)
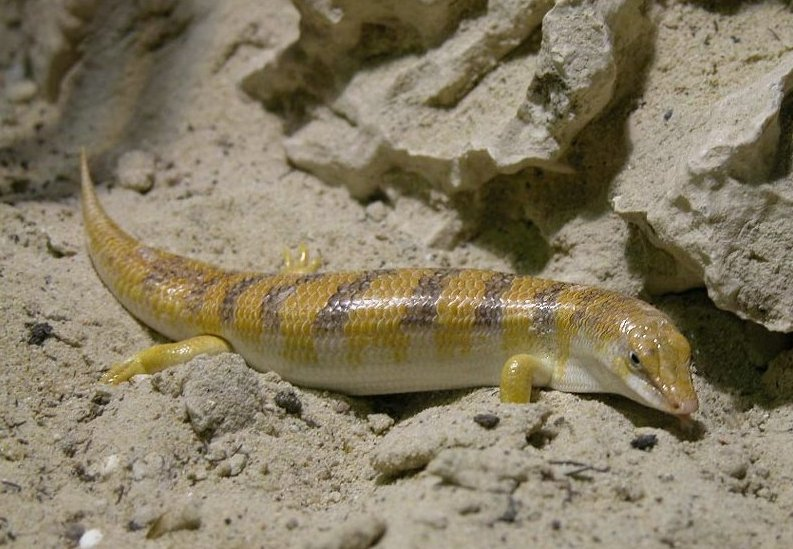
サンドフィッシュ (Scincus scincus)

ベニ・アッベス周辺で見られる鳥には、イエスズメ（bou-ali）、スペインスズメ（bou-tkelem）、オオタカ（el-béz）、オオハヤブサ（skàr）、コキンメフクロウ（el-bouma）などの猛禽類がいる。

ここ数十年から数百年の間に、干ばつや獲物の不足により、多くの動物種の地域的絶滅が報告されており、例えばダチョウ（al-naàme）、チーター（Acinonyx jubatus）などである。

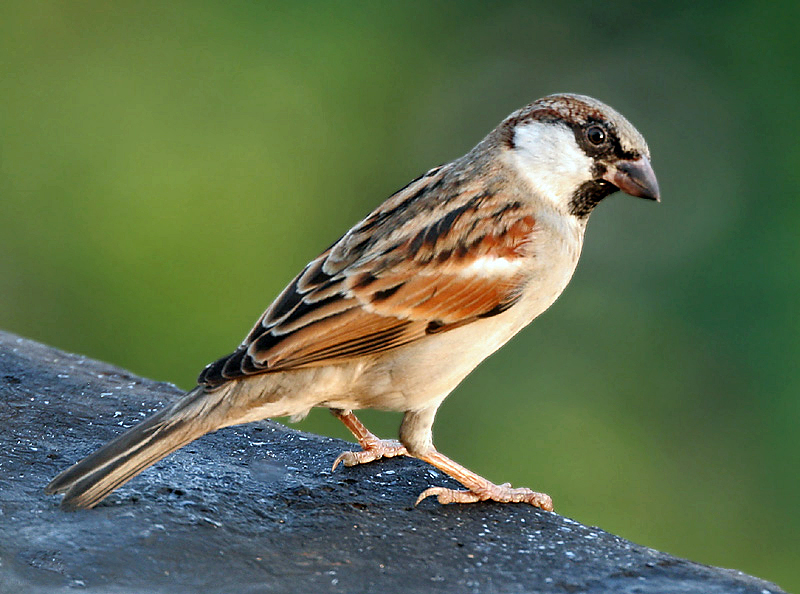
イエスズメ (Bou-ali)
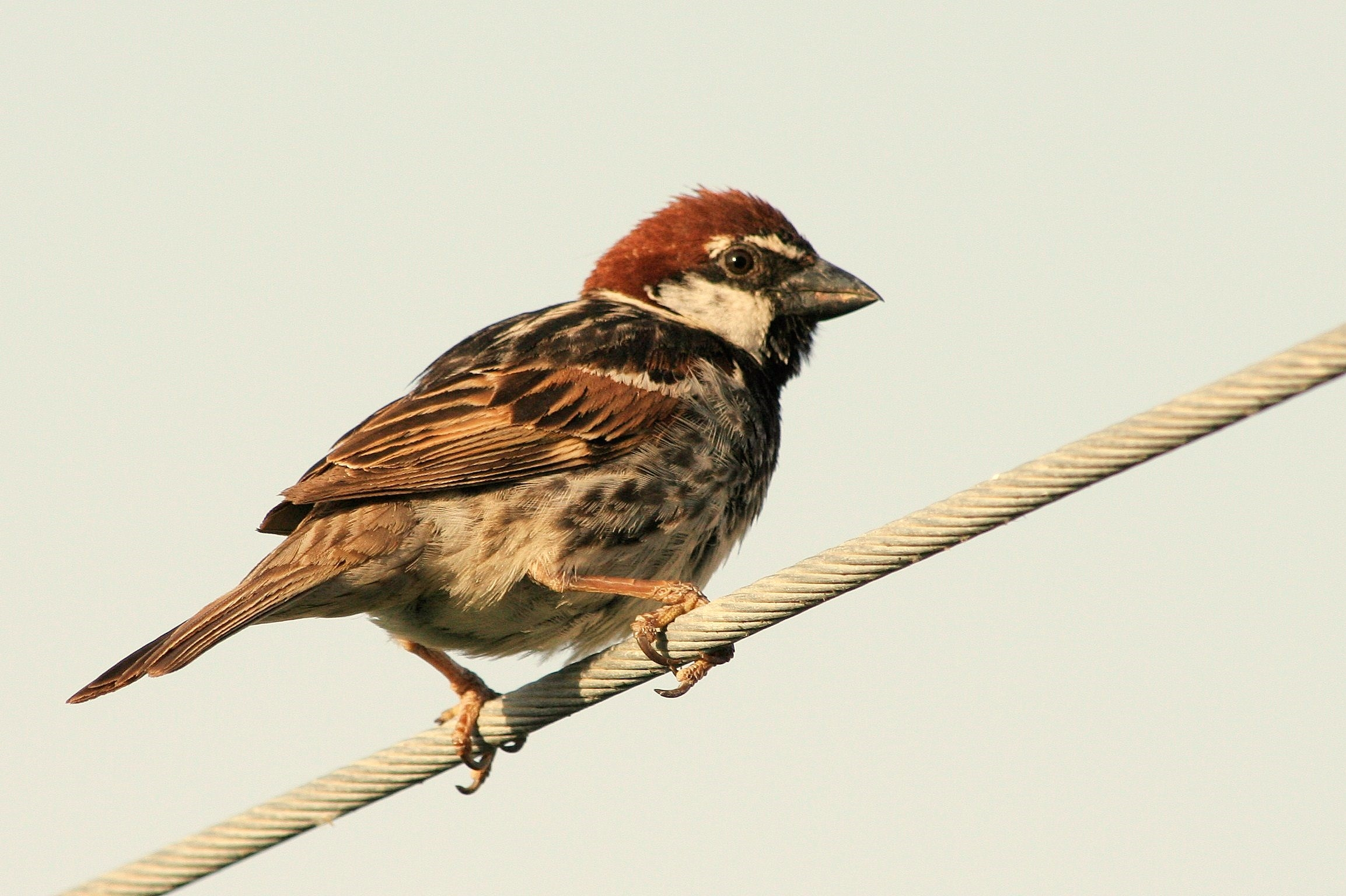
スペインスズメ (Bou-tkélém)
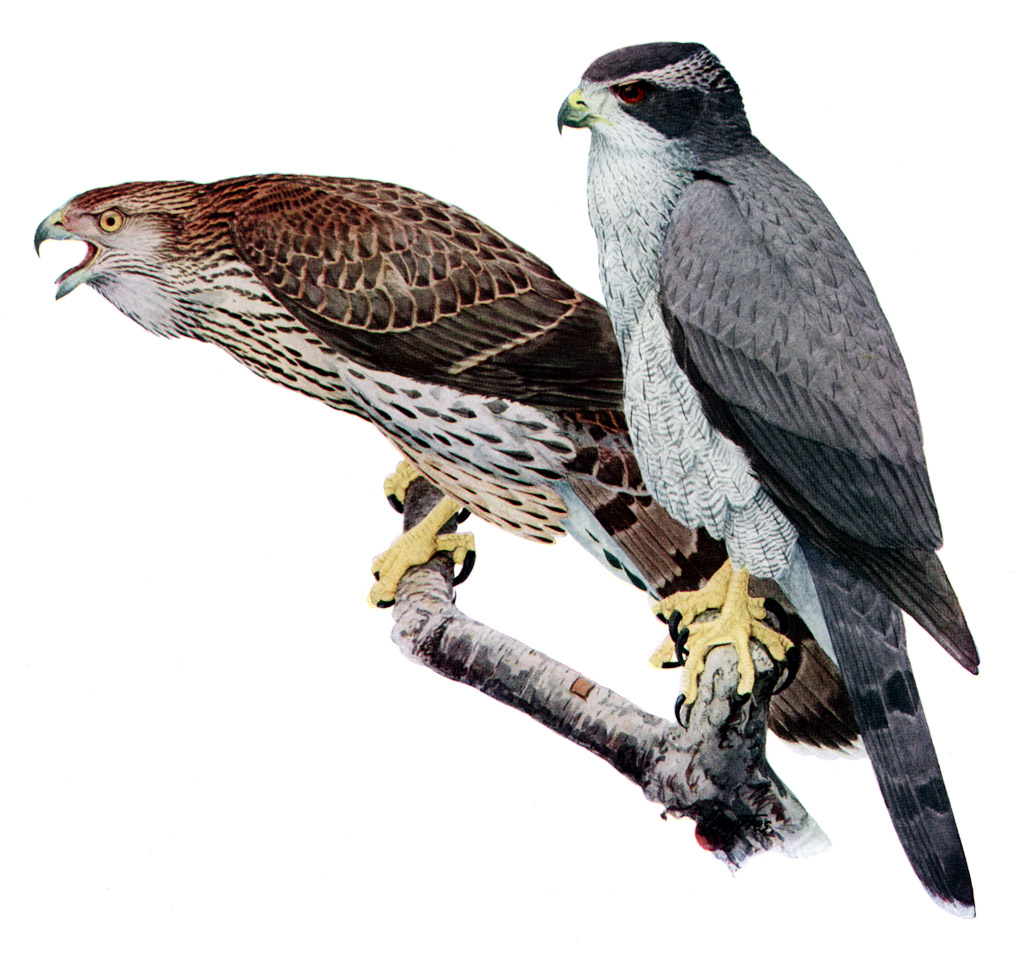
オオタカ (El-béz)
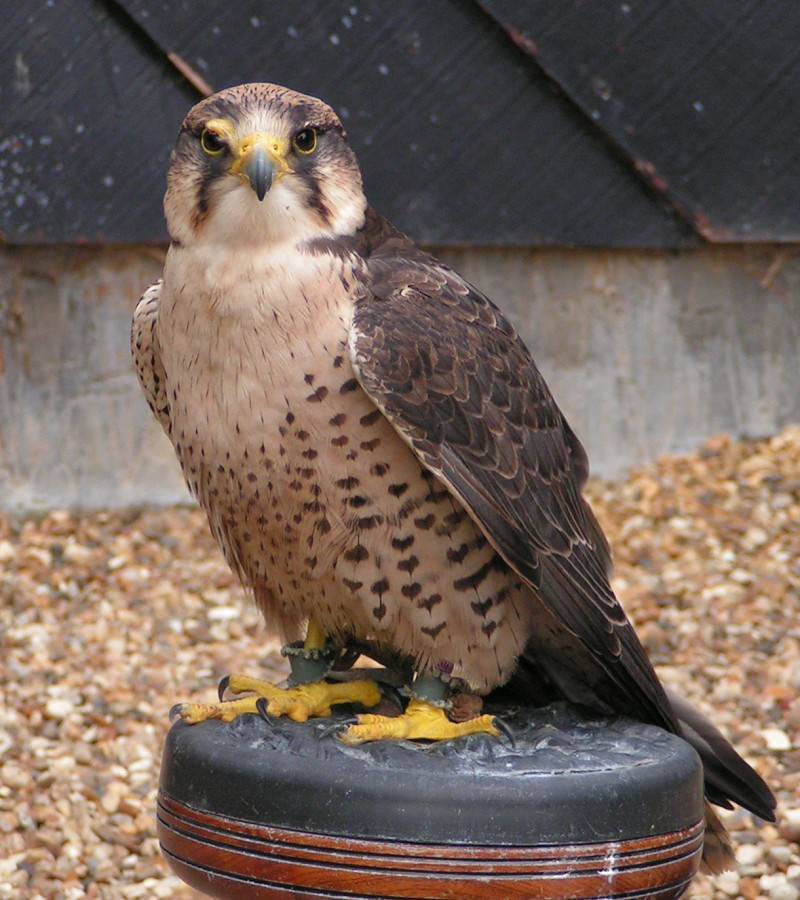
オオハヤブサ (Skàr)
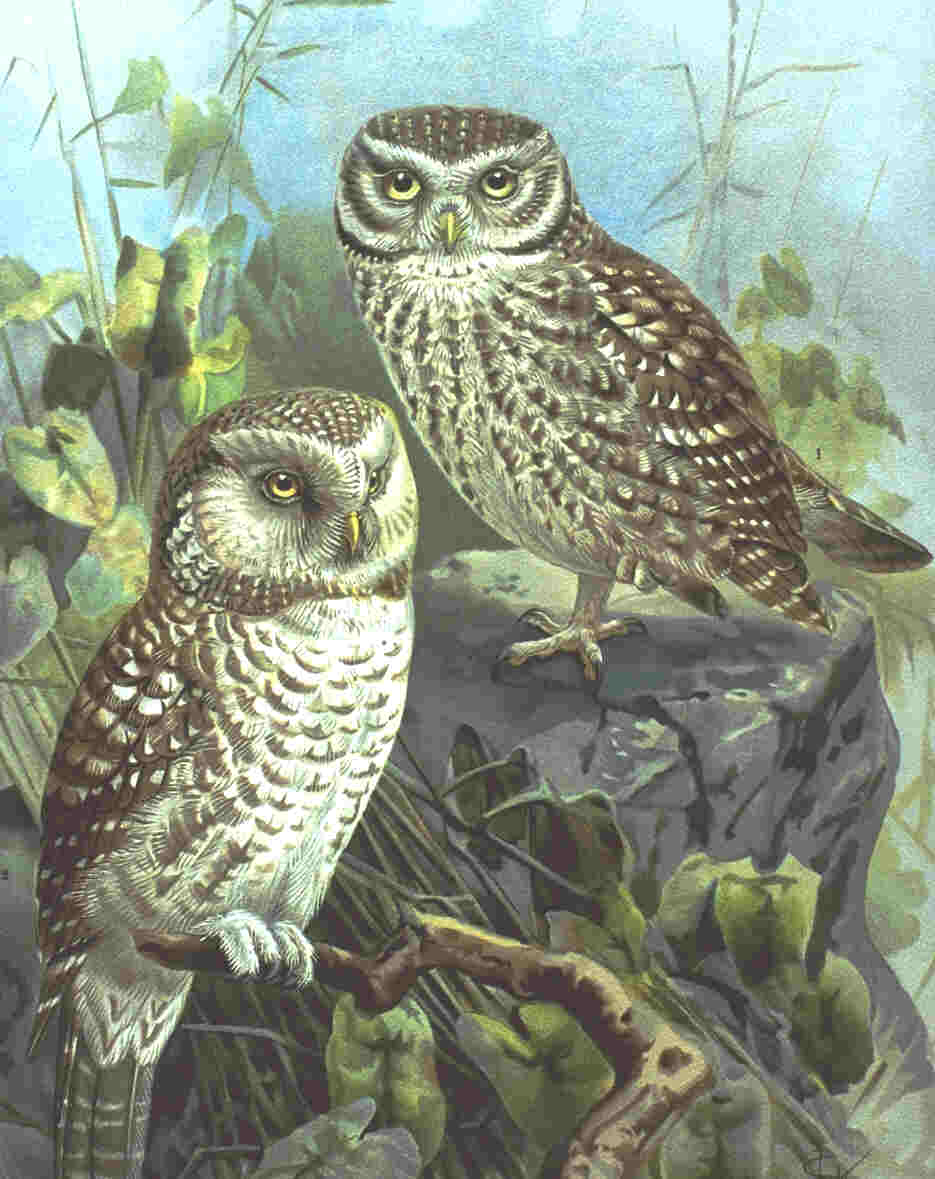
コキンメフクロウ (El-bouma)

### 行政と地理

1960年のフランス領アルジェリア（9A～9R）およびサハラ8A（オアシス）～8B（サウーラ）の地図。

ベニ・アッベスは、フランスによる占領中、1902年から1957年まで存在したアイン・セフラの先住民による自治体となった。1935年まで、ティンドゥフはベニ・アッベスの自治体に属していた。
1957年、フランス領サハラ地域の南部に代わってサウーラ県となり、県庁はコロン＝ベシャールに置かれた。
アルジェリア独立当時、ベニ・アッベスはベシャール、アドラール、エル・アビオド・シディ・チェイク、ティミムン、ティンドゥフとともにサウーラ県の一地区だった。この配置は1974年に行政区画が2つの県に分割されるまで続いた。アドラール県はティミムン県、ベシャール県はエル・アビオド・シディ・チェイク郡、ベニ・アッベス県、ティンドゥフ県である。
1984年にティンドゥフとエル・バヤードに県としての機能が与えられた新しい行政区画の後も、ベニ・アッベスはベシャール県の一地区であった。2009年、ベニ・アッベスは新しい県として指定された。

## 歴史

### 先史時代

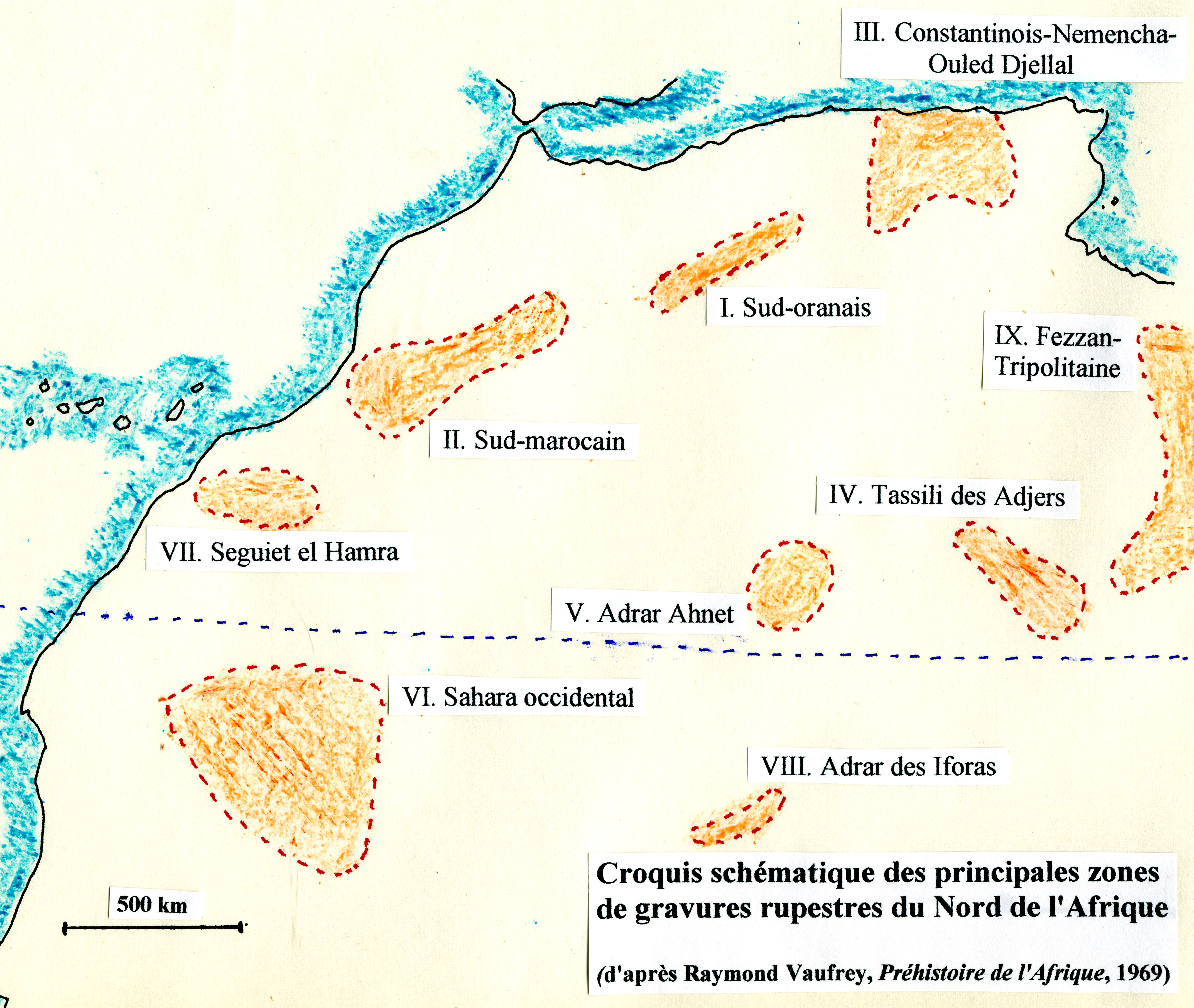
南オラニアン（アルジェリア）の岩絵

ベニ・アッベスの地には先史時代から人が住んでいたことが、マルホーマの岩の彫刻で証明されている。
この地域のペトログリフは新石器時代にさかのぼる。タッシリ・ナジェールの洞窟壁画ほど有名ではないが、1863年以来研究されている。
マルホーマにあるイデオロギーに関する壁画は、驚くほど複雑な場面を描いている。それは「オラント（祈る人）は頭に十字の円盤を乗せ、哺乳類とつながっている」という場面である。この場面では、オラントは閉じた鎖を形作っている。オラントの祈りは、それぞれ蛇男と猟獣に代表される猟師と神聖な動物の間にリンクを形成している。

## 交通
国道
- 国道6号（フランス語版）

空港
- ベニ・アッベス空港（英語版）